# La Verpillière
Pour les articles homonymes, voir La Verpillière.
La Verpillière [la vɛʁpijɛʁ] est une commune française de l'unité urbaine de Villefontaine, située dans le département de l'Isère en région Auvergne-Rhône-Alpes.
Autrefois rattachée à la province du Dauphiné, la ville est située dans la partie orientale de l'aire urbaine de Lyon.
La commune appartient à la communauté d'agglomération Porte de l'Isère dont le siège est fixé à L'Isle d'Abeau. Ses habitants sont dénommés les Vulpillien(ne)s.

## Géographie

### Localisation
La commune de La Verpillière est située sur un axe important de la région Auvergne-Rhône-Alpes entre Lyon et Grenoble-Chambéry. 

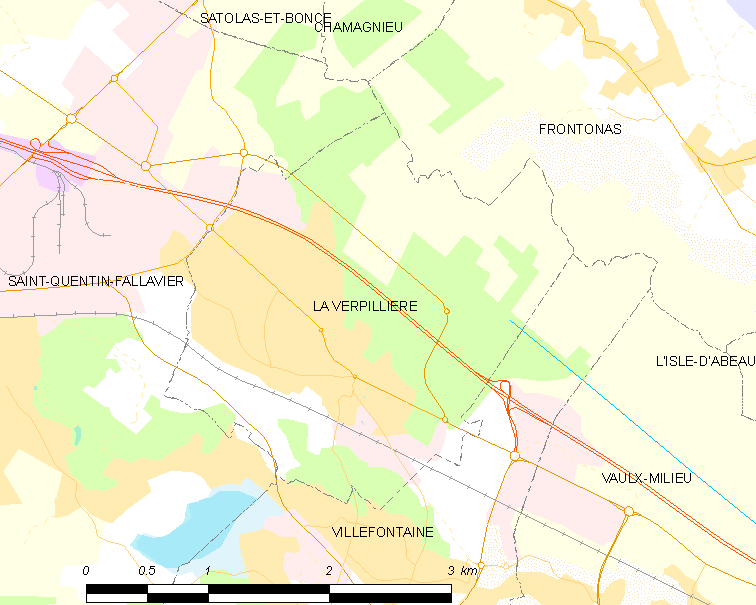
Plan de La Verpillière et des communes limitrophes

L'agglomération bénéficie d'un positionnement géographique avantageux sur les plans économique et social , non loin d'un aéroport international et de nombreux axes routiers majeurs et se positionne à 77 km de Grenoble, préfecture du département de l'Isère, 29 km de Lyon, chef-lieu de la Région Auvergne-Rhône-Alpes, 332 km de Marseille et 499 km de Paris, par la route.
Le centre de la commune est également situé à 12,4 km de Bourgoin-Jallieu, principale ville de son secteur.

### Description
Ville de taille moyenne, La Verpillière est le chef-lieu d'un canton qui porte le même nom.
La superficie de la ville est de 6,64 km2 et sa population de plus de 7 000 habitants.
Surplombée par une forêt, et composée en partie de terres agricoles et de marais (fortement impactés par une urbanisation croissante) , La Verpillière a su demeurer un lieu ou la nature reste maître des lieux (même si elle ne reste pas à l'abri de la poussée immobilière), elle est en outre traversée par une rivière « La Bourbre », et possède un étang.
La Verpillière a intégré la nouvelle communauté d'agglomération (CAPI), dans laquelle elle est représentée par deux vice-Présidents et huit délégués. Les principales villes voisines sont Villefontaine, Saint-Quentin-Fallavier (accueillant l'une des plus grandes ZI de France), L'Isle-d'Abeau et Bourgoin-Jallieu connue par le rugby.

### Communes limitrophes
Villefontaine, Saint-Quentin-Fallavier et Frontonas sont les trois villes limitrophes de La Verpillière. 

### Géologie et relief

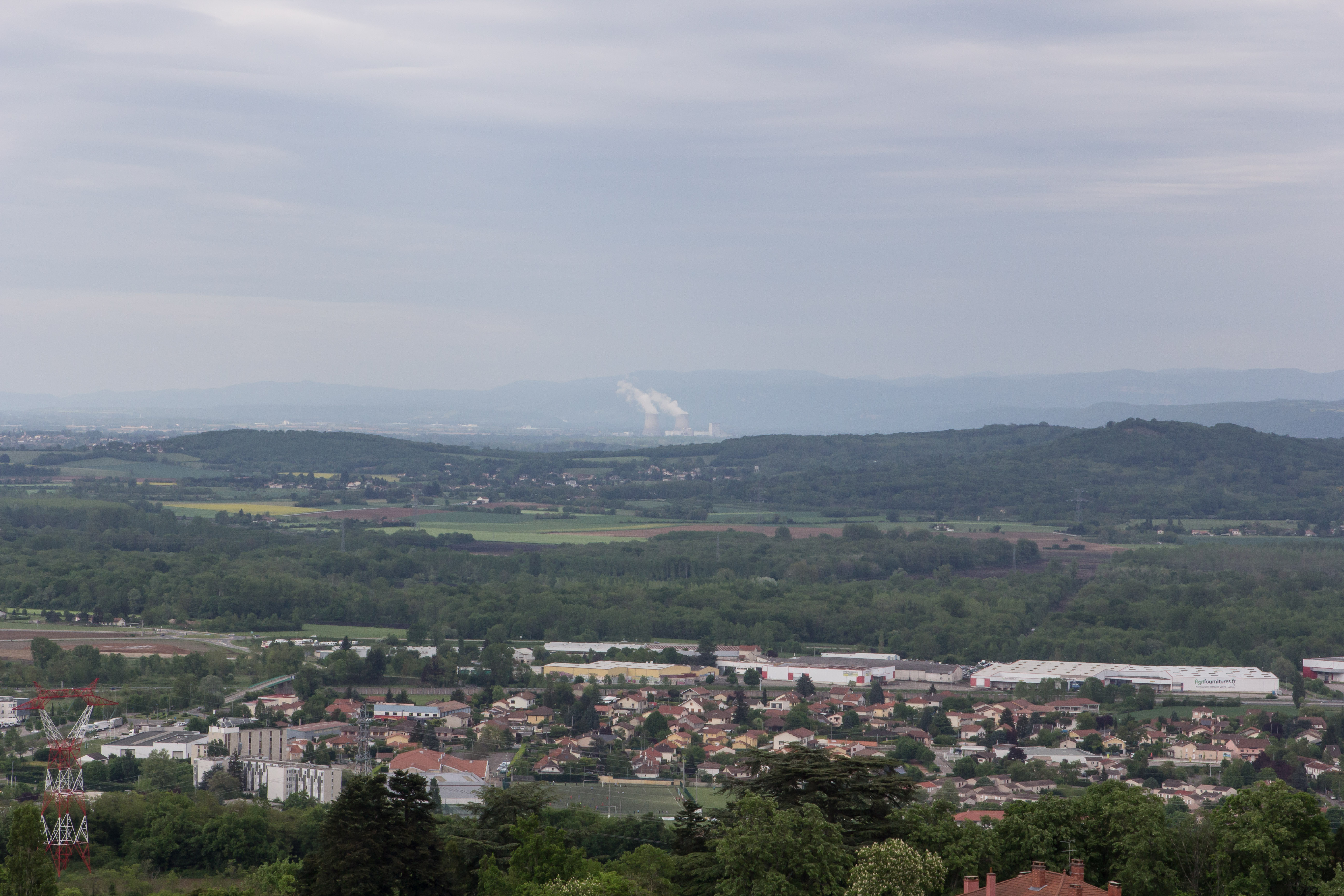
Vue générale de La Verpillière, depuis le château de Fallavier, la centrale du Bugey à l'arrière plan.

La Verpillière se situe entre la plaine de Lyon et la bordure occidentale du plateau du Bas-Dauphiné qui recouvre toute la partie iséroise où il n'y a pas de massifs montagneux. Le plateau se confond donc avec l'ensemble géographique du nord du département de l'Isère, secteur qui est essentiellement composé de collines de basse ou moyenne altitude et des longues vallées entre Terres froides et Balmes viennoises. L'ouest de ce secteur correspond à la plaine lyonnaise.
Il s'agit en fait d'une pénéplaine accidentée avec des collines datant du Miocène, éminences qui séparent les vallées de rivières toutes tributaires du Rhône. Au nord de la plaine berjalienne se présente un modeste massif calcaire jurassique dénommé localement l'Isle-Crémieu du fait de son élévation. Celui-ci se prolonge jusqu'au territoire de La Verpillière. Les glaciations qui se sont succédé au cours du Quaternaire sont à l'origine du modelé actuel de la plaine, les produits antéglaciaires restant profondément enfoui sous les dépôts d'alluvions liés à l'écoulement des eaux lors de la fonte des glaces.

### Hydrographie
Le territoire communal est longé dans sa partie septentrionale par le canal de dessèchement de la Bourbre. La Bourbre est une rivière d'une longueur de 72,2 km qui traverse une grande partie de la plaine berjalienne et qui conflue avec le Rhône au nord du département de l'Isère.
Le syndicat Mixte d'aménagement du bassin de la Bourbre, regroupant 75 communes, est la structure de gestion du bassin

### Climat
Pour des articles plus généraux, voir Climat d'Auvergne-Rhône-Alpes et Climat de l'Isère.
En 2010, le climat de la commune est de type climat océanique altéré, selon une étude du Centre national de la recherche scientifique s'appuyant sur une série de données couvrant la période 1971-2000. En 2020, Météo-France publie une typologie des climats de la France métropolitaine dans laquelle la commune est exposée à un climat de montagne ou de marges de montagne et est dans la région climatique Moyenne vallée du Rhône, caractérisée par un bon ensoleillement en été (fraction d’insolation > 60 %), une forte amplitude thermique annuelle (4 à 20 °C), un air sec en toutes saisons, orageux en été, des vents forts (mistral), une pluviométrie élevée en automne (250 à 300 mm).
Pour la période 1971-2000, la température annuelle moyenne est de 12 °C, avec une amplitude thermique annuelle de 18 °C. Le cumul annuel moyen de précipitations est de 922 mm, avec 9,7 jours de précipitations en janvier et 6,5 jours en juillet. Pour la période 1991-2020, la température moyenne annuelle observée sur la station météorologique de Météo-France la plus proche, « Lyon-Saint-Exupery », sur la commune de Colombier-Saugnieu à 9 km à vol d'oiseau, est de 12,8 °C et le cumul annuel moyen de précipitations est de 862,5 mm,. Pour l'avenir, les paramètres climatiques de la commune estimés pour 2050 selon différents scénarios d'émission de gaz à effet de serre sont consultables sur un site dédié publié par Météo-France en novembre 2022.
| Mois                                  | jan.             | fév.             | mars            | avril         | mai             | juin          | jui.           | août           | sep.           | oct.            | nov.            | déc.             | année      |
| ------------------------------------- | ---------------- | ---------------- | --------------- | ------------- | --------------- | ------------- | -------------- | -------------- | -------------- | --------------- | --------------- | ---------------- | ---------- |
| Température minimale moyenne (°C)     | 1,1              | 1,4              | 4,3             | 7,3           | 11,2            | 14,8          | 16,7           | 16,5           | 12,8           | 9,6             | 4,8             | 1,9              | 8,5        |
| Température moyenne (°C)              | 3,9              | 4,9              | 8,8             | 12,1          | 16,1            | 19,9          | 22,1           | 21,9           | 17,7           | 13,5            | 7,9             | 4,6              | 12,8       |
| Température maximale moyenne (°C)     | 6,6              | 8,4              | 13,4            | 16,9          | 20,9            | 25            | 27,5           | 27,3           | 22,5           | 17,3            | 11              | 7,2              | 17         |
| Record de froid (°C) date du record   | −20,3 07.01.1985 | −12,9 11.02.1986 | −9,6 01.03.05   | −3 08.04.03   | −0,2 01.05.1976 | 4 04.06.1984  | 6,6 22.07.1980 | 5,1 30.08.1986 | 1,7 22.09.1977 | −3,7 31.10.1997 | −8,1 27.11.1989 | −12,7 10.12.1980 | −20,3 1985 |
| Record de chaleur (°C) date du record | 20,4 10.01.15    | 22,4 24.02.1990  | 26,1 22.03.1990 | 28,8 30.04.05 | 33,9 24.05.09   | 38,1 22.06.03 | 39,4 24.07.19  | 39,9 24.08.23  | 34,2 10.09.23  | 30,3 09.10.23   | 22,4 08.11.15   | 20,1 18.12.1989  | 39,9 2023  |
| Ensoleillement (h)                    | 727              | 993              | 1 678           | 1 826         | 2 165           | 2 515         | 2 786          | 2 469          | 186            | 1 235           | 717             | 504              | 19 473     |
| Précipitations (mm)                   | 55               | 46,9             | 54,1            | 72,4          | 82,7            | 70,7          | 67,4           | 70,6           | 86,6           | 101             | 92,1            | 63               | 862,5      |

### Voies de communication
Autoroutes
L' Autoroute A43 permet de relier Lyon et Chambéry (ainsi que l'agglomération grenobloise grâce à la jonction avec l' autoroute A48) dessert le territoire communal, notamment grâce à une bretelle permettant son accès direct.
- 6 à 25 km : Villefontaine, La Verpillière, Vaulx-Milieu, L'Isle-d'Abeau-Parc Technologique

Routes
L'ancienne route Nationale 6 déclassée en route départementale permet de relier la commune avec l'agglomération lyonnaise et les autres communes de la communauté de communes dont Bourgoin-Jallieu et L'Isle d'Abeau.

### Transports publics
Par le train

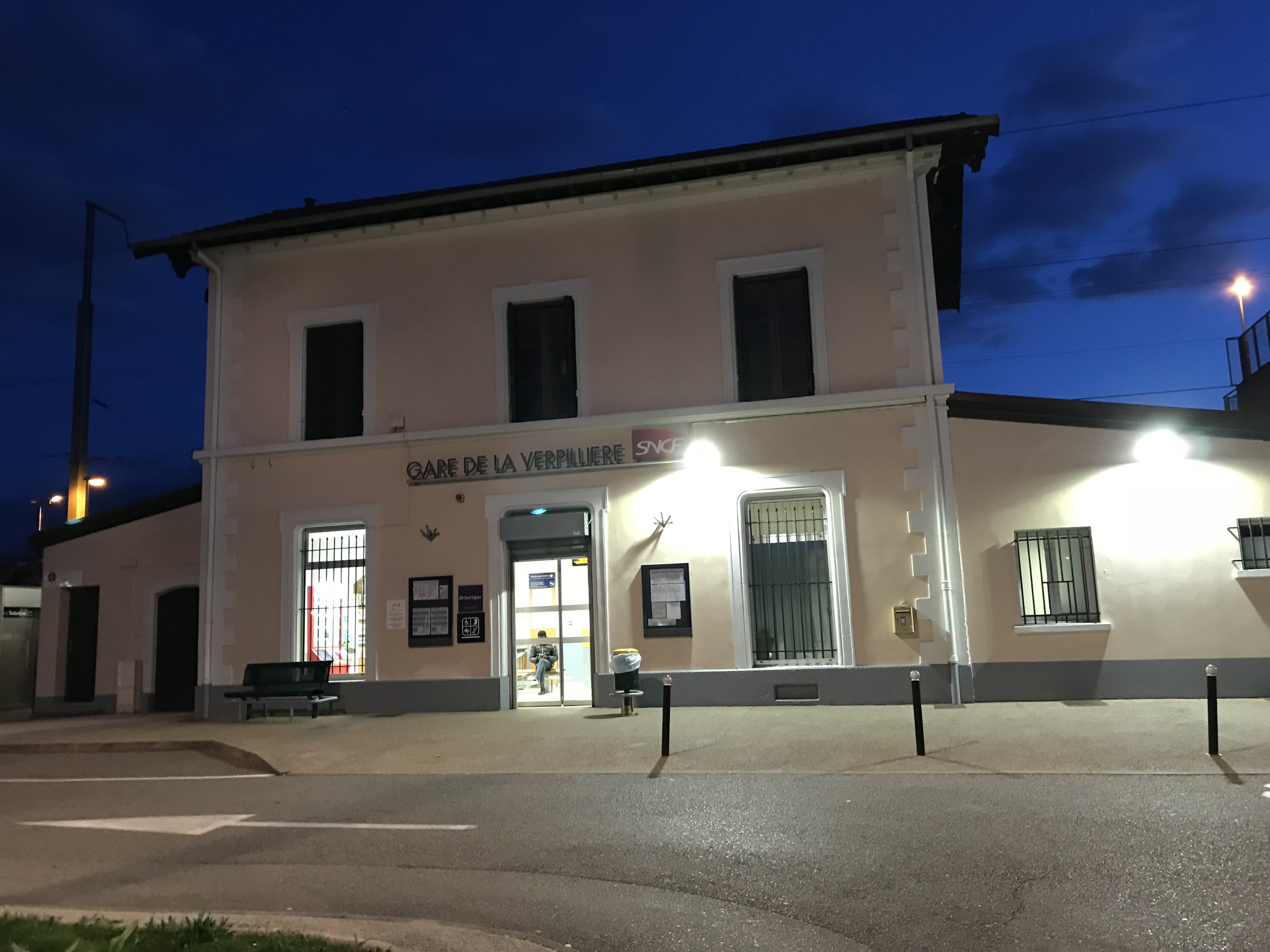
Gare SNCF de la Verpillière

La gare de La Verpillière est desservie par des trains TER Auvergne-Rhône-Alpes des relations :
- de Lyon-Part-Dieu à Grenoble,
- de  Lyon-Perrache à Saint-André-le-Gaz ou Grenoble.

Par les transports routiers
La Verpillière est desservie par plusieurs lignes de transport routier dont une ligne Transisère Lyon (Part-Dieu) / Saint-Quentin-Fallavier / Villefontaine, ainsi que deux lignes régulières du Réseau urbain Bourgoin-Jallieu - Agglomération nouvelle (dit Ruban) :
- Ligne B : Villefontaine Mas de la Raz ↔ La Verpillière Mairie
- Ligne H : La Verpillière - Giraud - Gare SNCF ↔ La Verpillière - Giraud - Gare SNCF (Ligne circulaire)

## Urbanisme

### Typologie
Au 1er janvier 2024, La Verpillière est catégorisée ceinture urbaine, selon la nouvelle grille communale de densité à sept niveaux définie par l'Insee en 2022.
Elle appartient à l'unité urbaine de Villefontaine, une agglomération intra-départementale regroupant six  communes, dont elle est une commune de la banlieue,,. Par ailleurs la commune fait partie de l'aire d'attraction de Lyon, dont elle est une commune de la couronne,. Cette aire, qui regroupe 397 communes, est catégorisée dans les aires de 700 000 habitants ou plus (hors Paris),.

### Occupation des sols
L'occupation des sols de la commune, telle qu'elle ressort de la base de données européenne d’occupation biophysique des sols Corine Land Cover (CLC), est marquée par l'importance des territoires artificialisés (38,3 % en 2018), en augmentation par rapport à 1990 (34,4 %). La répartition détaillée en 2018 est la suivante : 
forêts (32,4 %), zones urbanisées (30,7 %), terres arables (20,5 %), zones agricoles hétérogènes (8,8 %), zones industrielles ou commerciales et réseaux de communication (7,5 %). L'évolution de l’occupation des sols de la commune et de ses infrastructures peut être observée sur les différentes représentations cartographiques du territoire : la carte de Cassini (XVIIIe siècle), la carte d'état-major (1820-1866) et les cartes ou photos aériennes de l'IGN pour la période actuelle (1950 à aujourd'hui).

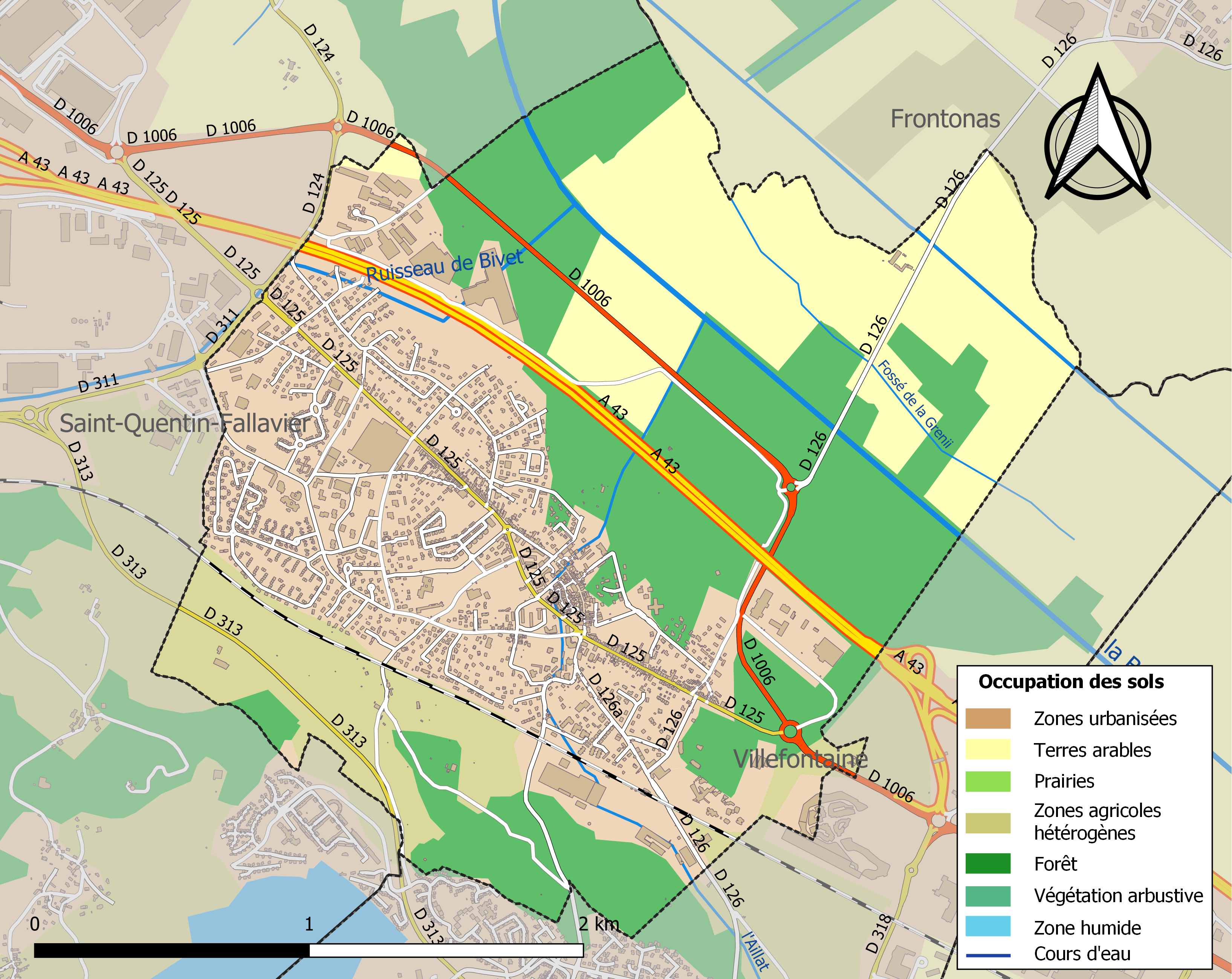
Carte des infrastructures et de l'occupation des sols de la commune en 2018 (CLC).

### Quartiers, hameaux et lieux-dits
Voici, ci-dessous, la liste la plus complète possible des divers hameaux, quartiers et lieux-dits résidentiels urbains comme ruraux qui composent le territoire de la commune de La Verpillière, présentés selon les références toponymiques fournies par le site géoportail de l'Institut géographique national. 
| - Ferme de Cabale - Ferme de l'Espérance - Malatrait - les Gaffes - la Grande Sétive - les Lommes | - les Loipes - les Maisons Neuves - le Danet - Maison Thomas - Chapeau Rouge - les Grandes Vignes | - la Plaine (ou Riante Plaine) - l'Alouette - Écorcheboeuf - Pont Beloud - La Gare - Bois de Bret |

### Morphologie urbaine
Le quartier de Riante Plaine est composé uniquement de logements sociaux avec une vingtaine d'immeubles (R+2 à R+8). Une zone commerciale y est implantée. le centre-ville est essentiellement composé de maisons et petits immeubles (R+2) comporte les commerces de proximité de la ville. Le secteur de la gare est en pleine mutation notamment avec le contournement du passage à niveau, création de parkings dû à la fréquentation en hausse de la gare (plus de 2000 voyageurs par jour). Le secteur du stade-Mairie est composé majoritairement d'immeubles (R+3 a R+7).

### Projets d'aménagement
Depuis ces dernières années l'aménagement de la commune s'est accéléré, et avec lui le nombre d'immeubles et de maisons. Sur le site de l'ancienne école Les Marronniers, plus de 300 logements prévus sur le site de Tecumseh, un immeuble construit dans la rue de la République et enfin plusieurs immeubles et logements proches du centre-ancien (de l'église) et sur la zone des marais (anciennement inondable).

### Risques naturels et technologiques majeurs

#### Risques sismiques
L'ensemble du territoire de la commune de La Verpillière est situé en zone de sismicité n°3, comme l'ensemble des communes de son secteur géographique.
| Type de zone | Niveau            | Définitions (bâtiment à risque normal) |
| ------------ | ----------------- | -------------------------------------- |
| Zone 3       | Sismicité modérée | accélération = 1,1 m/s2                |

## Toponymie

### Historique du nom
de Vulpilleri au XIIIe siècle, Vulpilleria et Verpoleya au XVe siècle, Verpillyat au XVIIIe siècle.

### Interprétation et étymologie
Le nom de La Verpillière proviendrait du nom latin vulpēs signifiant renard. Un grand nombre de ces animaux (certainement le Renard roux (Vulpes vulpes) furent certainement observés dans le secteur lors de la création de la paroisse. Afin d'accréditer ce fait, deux renards figurent sur les armoiries de la ville.
Les armoiries de la ville sont ici en accord avec l’origine de son nom, ce qui n’est pas toujours le cas. Il pourrait s’agir d’un terme vulpicula associé à un suffixe -aria. Il existe bien le mot latin vulpecula mais c’est un diminutif de vulpes et signifie « petit renard ». Plus simplement nous avons affaire à un mot régional, verpillière, volpillière, vulpilière, équivalent de l’arpitan vualpelira, « lieu fréquenté par les renards ».

## Histoire

### Moyen Âge
Durant l'époque médiévale, la paroisse de La Verpillière dépend de la terre des seigneurs de Fallavier. Les comptes de la châtellenie de Fallavier, mis en place par Pierre II de Savoie, sont parmi les plus anciens conservés de la gestion par les comtes de Savoie et remonte au milieu du XIIIe siècle. Guillaume de Beauvoir est en 1233 le seigneur de Fallavier et des terres environnante et prête hommage au chapitre de Saint-Maurice. En 1242 il vend sa possession en fief oblat à l'évêque de Clermont, puis à l'archevêque de Vienne en 1247.
Par lettres, le comte Amédée VI de Savoie porte concession en fief à Guillaume de Franciscy le domaine de La Verpillière. Au cours de l'année 1349, le royaume de France annexa le Dauphiné. Sept ans plus tard, en janvier 1356, l'enclave savoyarde de Fallavier fut concédée au Dauphiné et par conséquent au royaume de France.

### Temps Modernes
Un procès-verbal en date du 5 mars 1531 confirme l'appartenance des terres de Falavier comprenant Les paroisses de Saint-Quentin, la Verpillière, de Ponas et de Menufamille au domaine royal, le vassal propriétaire de ces terres étant Imbert de Comboursier. Au XVIIe siècle et au siècle suivant, l'église Saint-Denis de la Verpillière faisait partie des membres de la commanderie hospitalière de Bellecombe.

### Époque contemporaine

#### La Seconde guerre mondiale
Le 29 août 1944 des combats opposent l'armée allemande d'occupation aux troupes de l'armée de libération et celle de la Résistance locale qui progressent vers Lyon après avoir contourné le secteur du canton de La Verpillière.

#### XXIesiècle
Entre 2003 et 2006, la bande organisée d'abord dénommée sous le nom de « gang des mécanos » puis sous le nom de « gang des souris vertes » procèdent à de nombreuses attaques de banques et de fourgons de transport de fonds sur le territoire français. Le 30 mars 2006 une attaque à La Verpillière va entraîner la fin de l'aventure pour les membres du gang : un convoyeur de fonds s'échappe et réussit à donner l'alarme, les gendarmes réussissant à intercepter la voiture des gangsters, ce qui entraînera l'arrestation de trois hommes sur la commune voisine de Bonnefamille et le suicide de leur chef.
En 2012, un tableau du peintre français Charles Camoin dénommé « La jeune fille au foulard », dérobé cinq ans plus tôt, a été retrouvé sur les bords de la Bourbre par un pécheur. Le tableau fut très rapidement identifié par la gendarmerie locale car il était fiché dans la base de données d’Interpol.

## Politique et administration

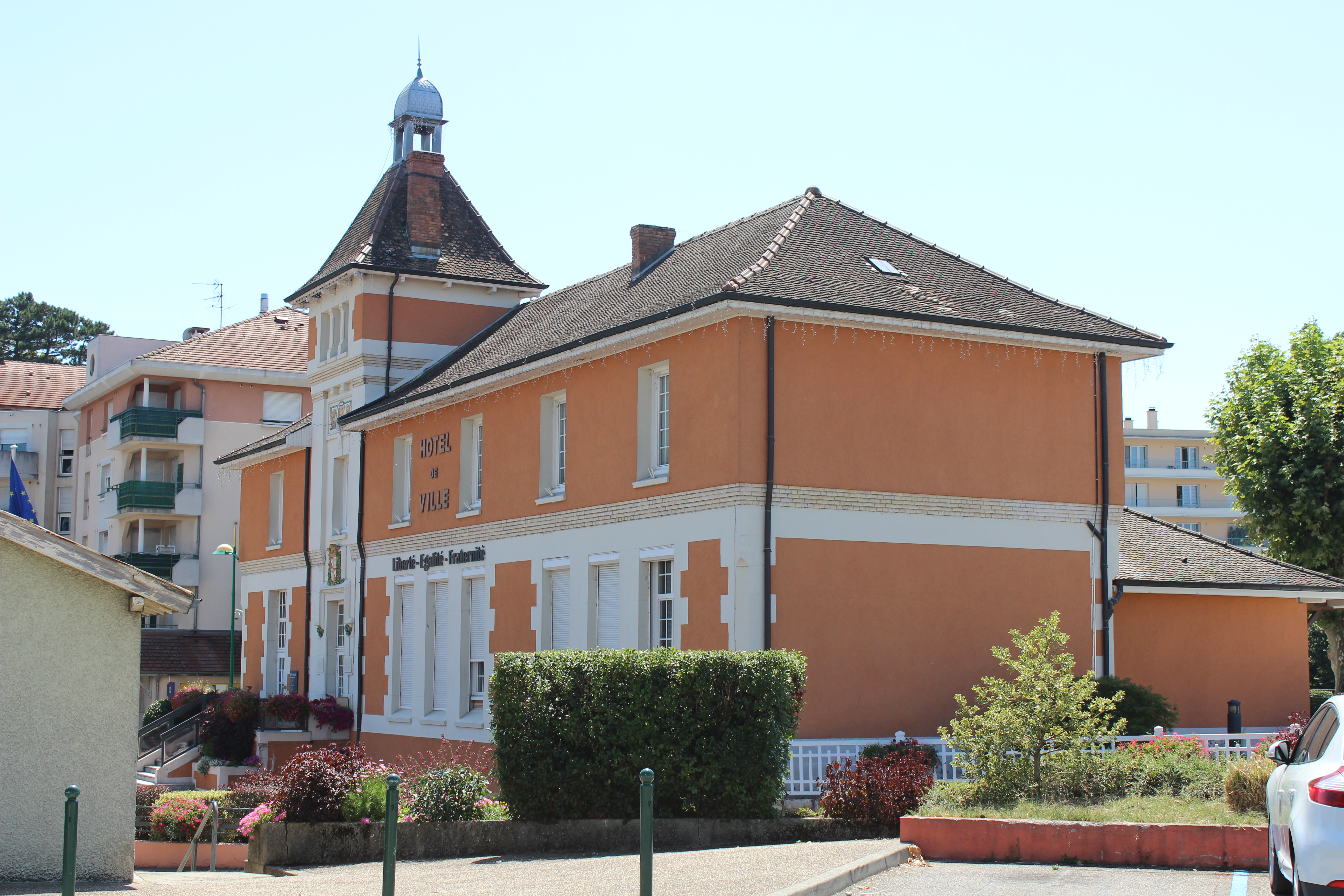
Hôtel de Ville de La Verpillère

### Tendances politiques et résultats

#### Élections locales

##### Élections municipales de 2014
Ces élections opposent le maire sortant Patrick Margier (UDI) à Nicolas Sielanszyk (DVG) et Antoine Rodríguez (Divers droite).
- Résultats du premier tour

Patrick Margier obtient 44.14% des voix (1088 votes), {Nicolas Sielanszyk} obtient 31.76 % des voix (783 voix) et Antoine Rodríguez obtient 24.1 % des voix (594 votes).
On compte moins de 3 % de votes blancs ou nuls. La participation s'élève à 62.68%.
- Résultats du second tour

Patrick Margier remporte le scrutin avec 48.40 % (soit 1268 votes), Nicolas Sielanszyk arrive second avec 35.99% (soit 943 votes) et enfin Antoine Rodríguez avec 15.61% (soit 409 voix).
Les votes blancs ou nuls ne s'élèvent qu'à 1.43 % et la participation est de 65.91 %.

### Tendances politiques et résultats
| Scrutin             | Scrutin             | 1er tour | 1er tour | 1er tour | 1er tour | 1er tour | 1er tour | 1er tour | 1er tour  | 1er tour | 1er tour | 1er tour | 1er tour | 2d tour | 2d tour | 2d tour | 2d tour | 2d tour | 2d tour |
| Scrutin             | Scrutin             | 1er      | 1er      | %        | 2e       | 2e       | %        | 3e       | 3e        | %        | 4e       | 4e       | %        | 1er     | 1er     | %       | 2e      | 2e      | %       |
| ------------------- | ------------------- | -------- | -------- | -------- | -------- | -------- | -------- | -------- | --------- | -------- | -------- | -------- | -------- | ------- | ------- | ------- | ------- | ------- | ------- |
| Présidentielle 2017 | Présidentielle 2017 |          | FN       | 27,37    |          | EM       | 21,72    |          | LFI       | 19,45    |          | LR       | 15,96    |         | EM      | 60,04   |         | FN      | 39,96   |
| Présidentielle 2022 | Présidentielle 2022 |          | RN       | 27,57    |          | LREM     | 24,43    |          | LFI       | 22,58    |          | REC      | 8,10     |         | LREM    | 53,18   |         | RN      | 46,82   |
| Législatives 2022   | 10e                 |          | RN       | 27,21    |          | Ren-Ens  | 25,32    |          | LFI-Nupes | 24,66    |          | LR       | 8,78     |         | Ren     | 50,61   |         | RN      | 49,39   |
| Législatives 2024   | 10e                 |          | RN       | 39,36    |          | LFI-NFP  | 27,75    |          | Ren-Ens   | 22,11    |          | LR       | 9,07     |         | RN      | 51,25   |         | LFI     | 48,75   |

### Liste des maires
| Période | Période | Identité                  | Étiquette   | Qualité                        |
| ------- | ------- | ------------------------- | ----------- | ------------------------------ |
| 1892    | 1910    | Marcel Ogier              | Républicain | Conseiller général (1892-1910) |
| 1888    | 1892    | Fernand Billon            |             |                                |
| 1869    | 1888    | Guillaume Roux            |             |                                |
| 1868    | 1869    | Jean-Baptiste Chauvet (*) |             |                                |
| 1848    | 1868    | Claude François Faure     |             |                                |
| 1846    | 1848    | Louis Collonge            |             |                                |
| 1838    | 1846    | Pierre François Girier    |             |                                |
| 1837    | 1838    | Joseph Odet               |             |                                |
| 1835    | 1837    | Pierre Parent             |             |                                |
| 1826    | 1835    | Jean Faure                |             |                                |
| 1820    | 1826    | Pierre Parent             |             |                                |
| 1816    | 1820    | Marc Berger de Moidieu    |             |                                |
| 1814    | 1816    | Auguste Devaulx           |             |                                |
| 1805    | 1814    | François-Nicolas Girier   |             |                                |
| 1795    | 1805    | Pierre-François Girier    |             |                                |
| 1793    | 1794    | Baptiste Mazet            |             |                                |
| 1790    | 1792    | Joseph Girier             |             |                                |

- (*) L'adjoint au maire a remplacé ce dernier, décédé durant son mandat.

| Période | Période  | Identité              | Étiquette | Qualité                        |
| ------- | -------- | --------------------- | --------- | ------------------------------ |
| 2008    | en cours | Patrick Margier       | UDI       | Artiste peintre                |
| 1989    | 2008     | Achille Paoli         | RPR-UMP   | Conseiller général (1985-1998) |
| 1983    | 1989     | Jean Rabilloud        |           |                                |
| 1977    | 1983     | Maurice Ancel         | PS        | Conseiller général (1979-1985) |
| 1976    | 1977     | Jean Rabilloud        |           |                                |
| 1973    | 1976     | Simon Depardon        |           |                                |
| 1947    | 1973     | Jean Blein            | RGR-RI    | Conseiller général (1945-1973) |
| 1944    | 1947     | Antoine Michaud       |           |                                |
| 1935    | 1944     | Joseph Ogier          |           |                                |
| 1932    | 1935     | François Frandaz      |           |                                |
| 1927    | 1932     | Joseph Perrotin       |           |                                |
| 1925    | 1927     | Jean-François Charvet | Rad.      | Conseiller général (1922-1928) |
| 1919    | 1925     | Adrien Gilly          |           |                                |
| 1910    | 1919     | Victor Duplessis      |           |                                |

### Jumelages
La commune est jumelée avec :
- Verolengo (Italie) depuis 2011[37].

## Population et société

### Démographie
L'évolution du nombre d'habitants est connue à travers les recensements de la population effectués dans la commune depuis 1793. Pour les communes de moins de 10 000 habitants, une enquête de recensement portant sur toute la population est réalisée tous les cinq ans, les populations de référence des années intermédiaires étant quant à elles estimées par interpolation ou extrapolation. Pour la commune, le premier recensement exhaustif entrant dans le cadre du nouveau dispositif a été réalisé en 2007.
| 1793 | 1800 | 1806 | 1821 | 1831  | 1836  | 1841  | 1846  | 1851  |
| ---- | ---- | ---- | ---- | ----- | ----- | ----- | ----- | ----- |
| 559  | 580  | 647  | 775  | 1 062 | 1 060 | 1 186 | 1 176 | 1 220 |

| 1856  | 1861  | 1866  | 1872  | 1876  | 1881  | 1886  | 1891  | 1896  |
| ----- | ----- | ----- | ----- | ----- | ----- | ----- | ----- | ----- |
| 1 224 | 1 229 | 1 254 | 1 243 | 1 240 | 1 210 | 1 240 | 1 215 | 1 237 |

| 1901  | 1906  | 1911  | 1921  | 1926  | 1931  | 1936  | 1946  | 1954  |
| ----- | ----- | ----- | ----- | ----- | ----- | ----- | ----- | ----- |
| 1 328 | 1 271 | 1 307 | 1 424 | 1 506 | 1 523 | 1 365 | 1 381 | 1 494 |

| 1962  | 1968  | 1975  | 1982  | 1990  | 1999  | 2006  | 2007  | 2012  |
| ----- | ----- | ----- | ----- | ----- | ----- | ----- | ----- | ----- |
| 1 795 | 2 424 | 3 285 | 5 400 | 5 595 | 5 691 | 5 982 | 6 018 | 6 528 |

| 2017  | 2022  | - | - | - | - | - | - | - |
| ----- | ----- | - | - | - | - | - | - | - |
| 7 226 | 7 643 | - | - | - | - | - | - | - |

### Enseignement
La commune, située dans l'académie de Grenoble, accueille de nombreux établissement scolaires sur son territoire, dont, pour l'enseignement primaire :
- deux groupes scolaires publiques (Jean-Jaurès et Jean-Moulin)

et pour l'enseignement secondaire :
- un collège public (Anne-Frank)
- l'externat Sainte-Marie également dénommée Sainte-Marie Lyon, établissement privé catholique, accueille sur un seul site des élèves de maternelle, élémentaire, collège, lycée avec un internat pour les lycéens[43].

### Équipements culturels et de loisirs
La commune gèrait, jusqu'en 2009 (depuis, c'est la CAPI), la médiathèque André-Malraux, ainsi qu'une école de musique et un espace culturel comprenant une salle de spectacles.
Les événements locaux sont généralement organisés sur différents sites gérés par la commune tels que la salle polyvalente, la salle des fêtes et le Gymnase Le Cossec,
ou en extérieur, si le temps le permet, notamment pour la fête de l'Été, la fête de la Musique.

### Équipement sportifs
La ville gère et héberge sur son territoire deux stades de football dont un terrain synthétique, ainsi qu'un city stade et une piscine couverte.
Il existe également une piste d'athlétisme, deux terrains de rugby, deux  gymnases, deux courts de tennis couverts et quatre courts de tennis plein air, un terrain de basket extérieur et un terrain de handball extérieur. En 2019, la mairie a enregistré plus de vingt-cinq associations sportives sur le territoire de la commune.

### Cultes

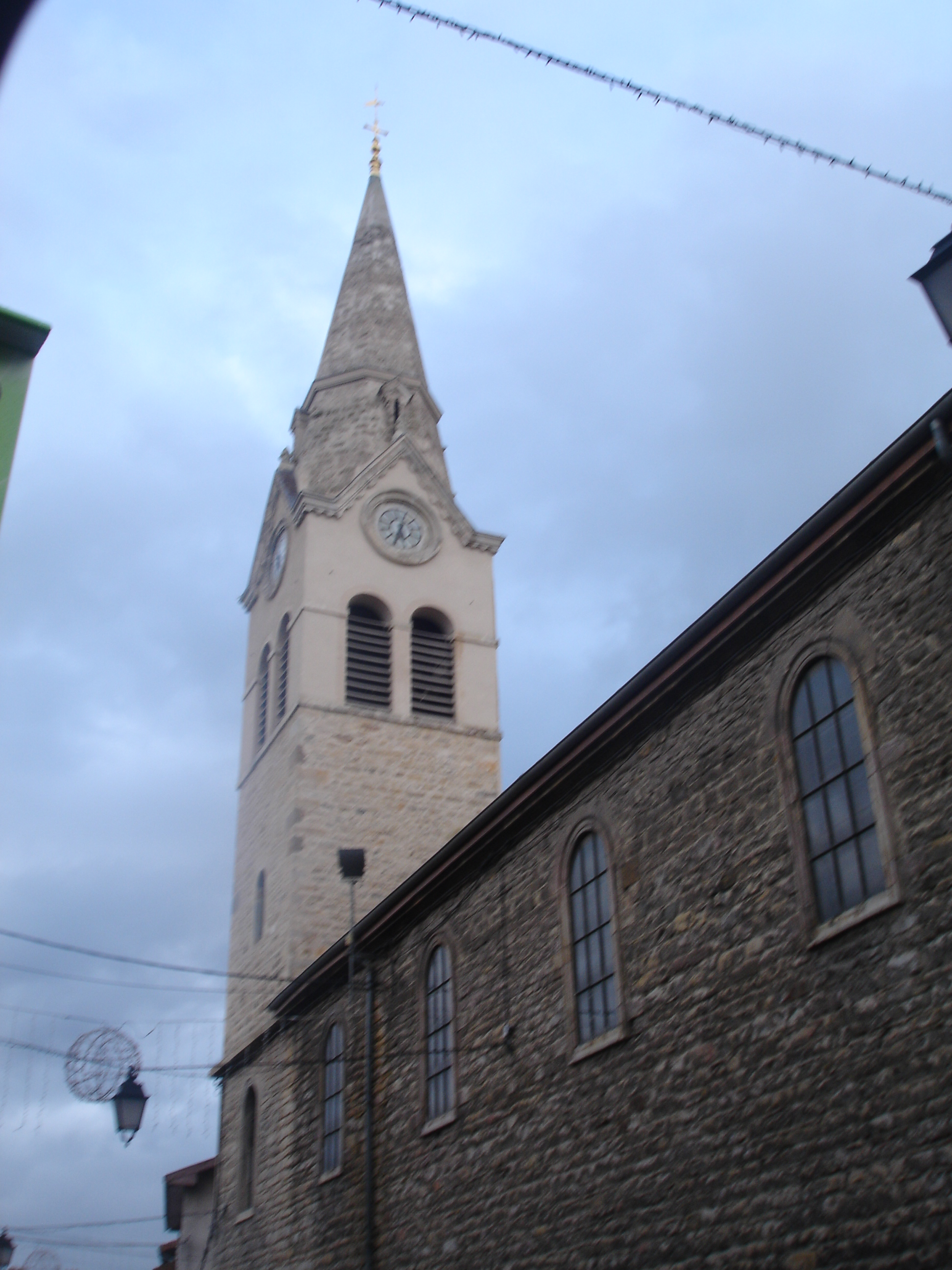
Clocher de léglise Saint-Denis.

#### Culte catholique
La communauté catholique, l'église de La Verpillère (propriété de la commune) ainsi que la congrégation des Petites Sœurs de l'Évangile, installée dans la commune depuis plus de cinquante ans, dépendent de la paroisse Saint-Paul-des-Quatre-vents qui recouvrent dix communes. Cette paroisse est elle-même rattachée au diocèse de Grenoble-Vienne.

#### Autre culte
Un lieu de prière à l'intention des personnes de confession musulmane est implanté dans la commune.

### Médias

#### Presse écrite
Le quotidien à grand tirage Le Dauphiné libéré consacre, chaque jour, y compris le dimanche, dans son édition du Nord-Isère, un ou plusieurs articles à l'actualité du canton et de la commune, ainsi que des informations sur les éventuelles manifestations locales, les travaux routiers, et autres événements divers à caractère local.
La municipalité édite et distribue, à l'intention des résidents de la commune, un magazine d'information saisonnier dénommé le Vulpi-Lien.

## Économie
La Verpillière a longtemps été un bassin économique de la micro région du Nord Isère, car de grandes industries y ont été longtemps implantées telles que Ferraz, ou Plastic Omnium Auto interieur et medical, et certaines y sont toujours présentes telles que Tecumseh Europe et Nemera (anciennement Rexam Pharma).

### Secteurs d'activité

#### Entreprises
La ville abrite une usine du groupe Nexans.

## Patrimoine architectural

### Lieux et monuments
- L'église paroissiale Saint-Denis de la Verpillière a été construite en 1842 dans un style néo-classique. l'édifice religieux de rite catholique présente une façade tripartite. À l'intérieur du bâtiment la nef flanquée de deux collatéraux[49]..
- Le Bloc à cupules de La Verpillière, servant de base au monument aux morts communal d'Emmanuel Frémiet est classé monument historique par arrêté du 29 mars 1926[50],[51]. Le monument est orné d'une victoire ailée en bronze doré[52].
- L'Externat Sainte-Marie de La Verpillière, bâtiment conçu par l'architecte Georges Adilon, est labellisé « Patrimoine du XXe siècle » de l'Isère depuis 2007.
- La maison forte de la Verpillière, du XIVe siècle[51].
- La Maison Girier est une grande demeure datant du XIXe siècle et ayant appartenu à une famille de notable, les « Girier ». L'édifice a entièrement été restauré par la municipalité en 1998 afin d'être utilisé en espace communal, abritant notamment la salle des mariages et un espace d'expositions[53].

Quelques photos divers bâtiments de La Verpillière
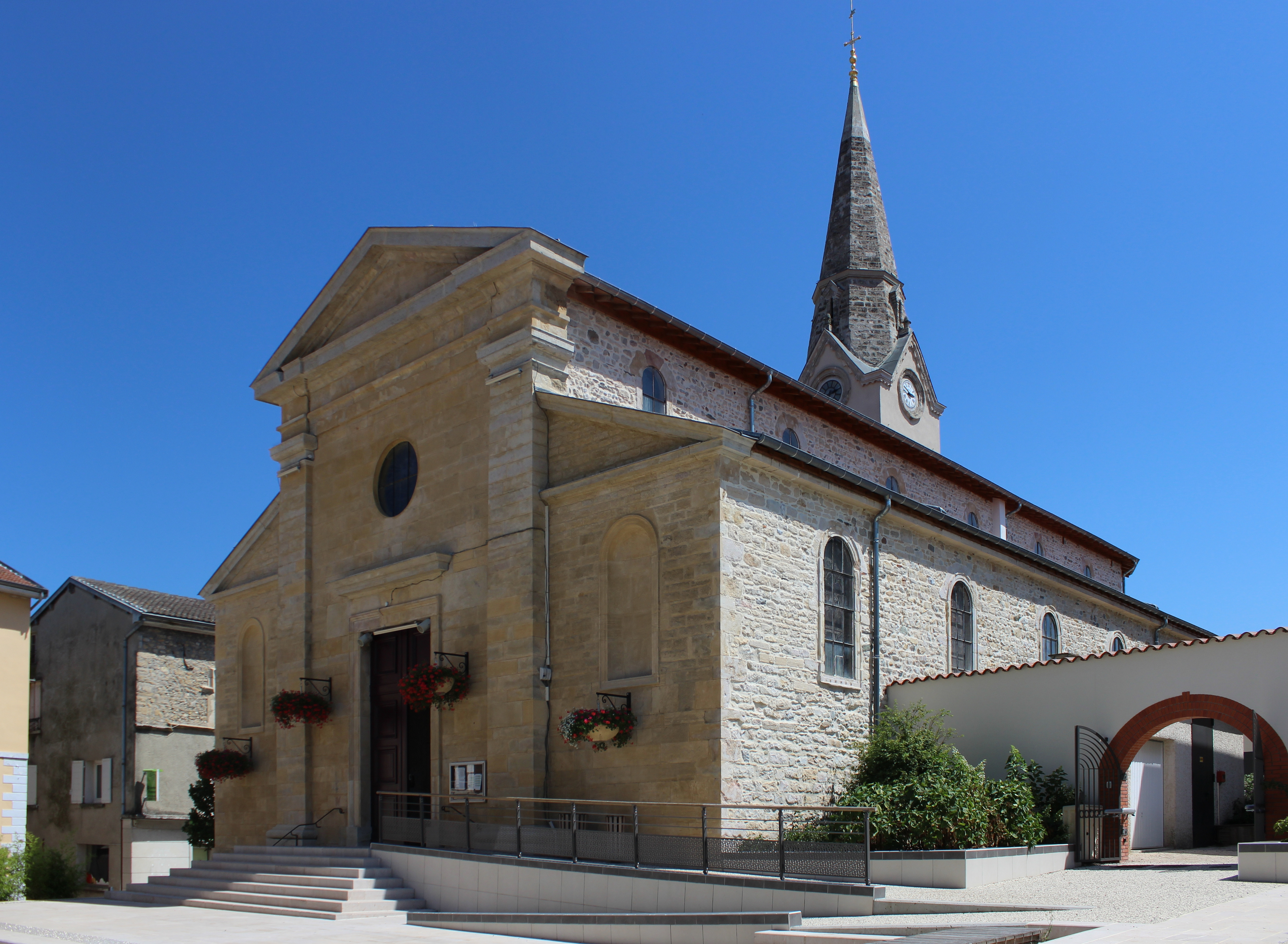
L'église Saint-Denis
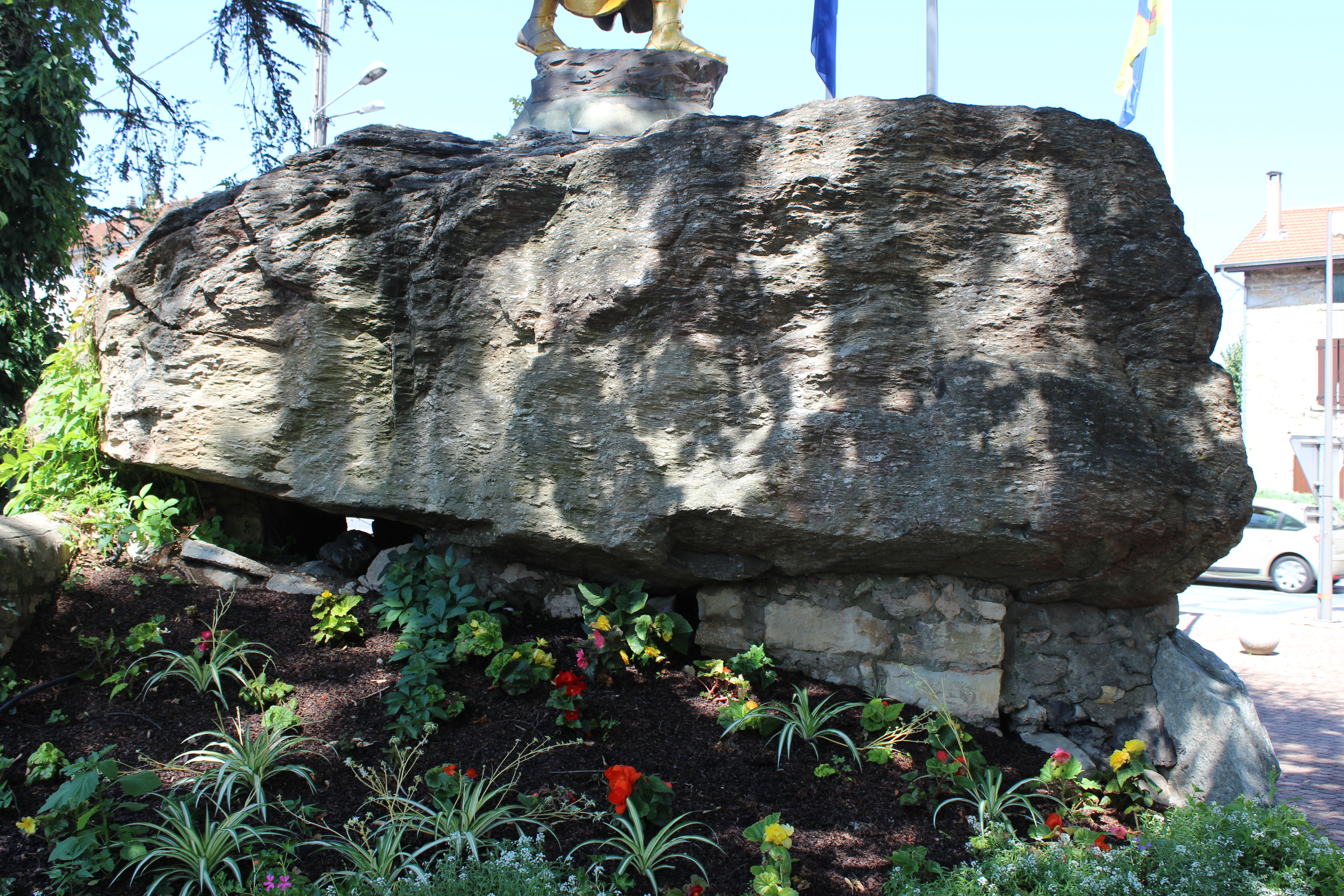
La pierre à cupules
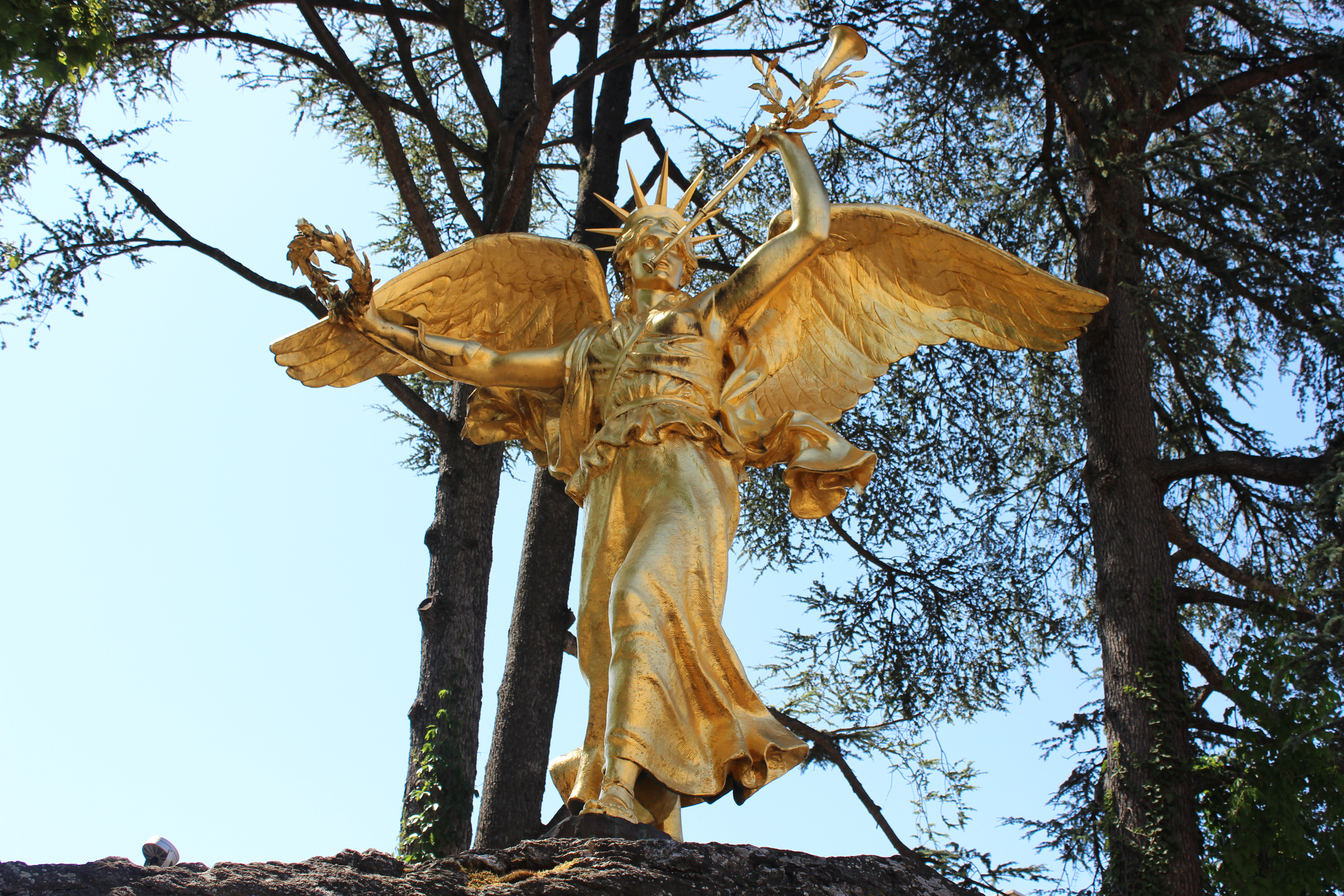
Victoire ailée du monuments au morts
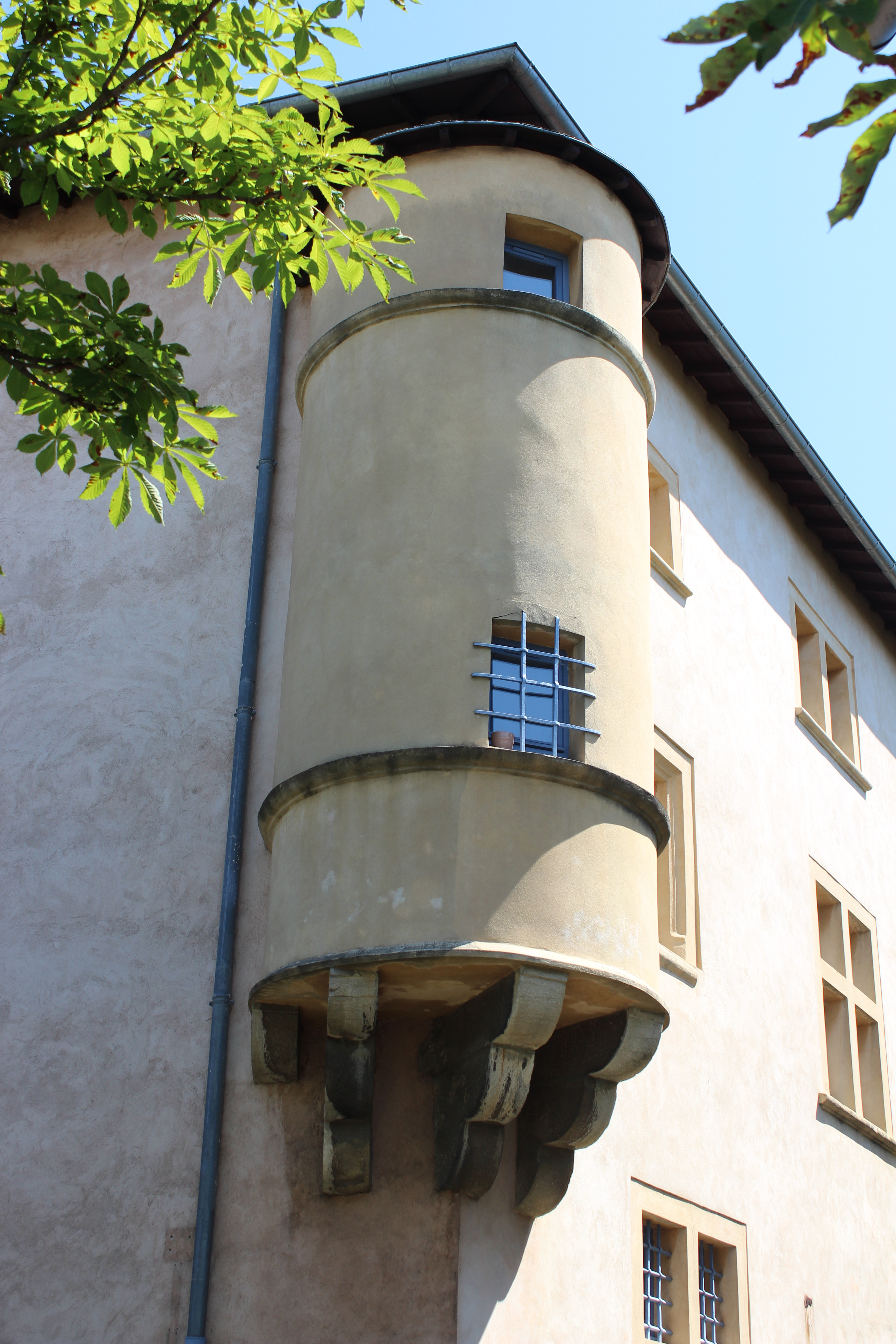
Échauguette d'une maison ancienne
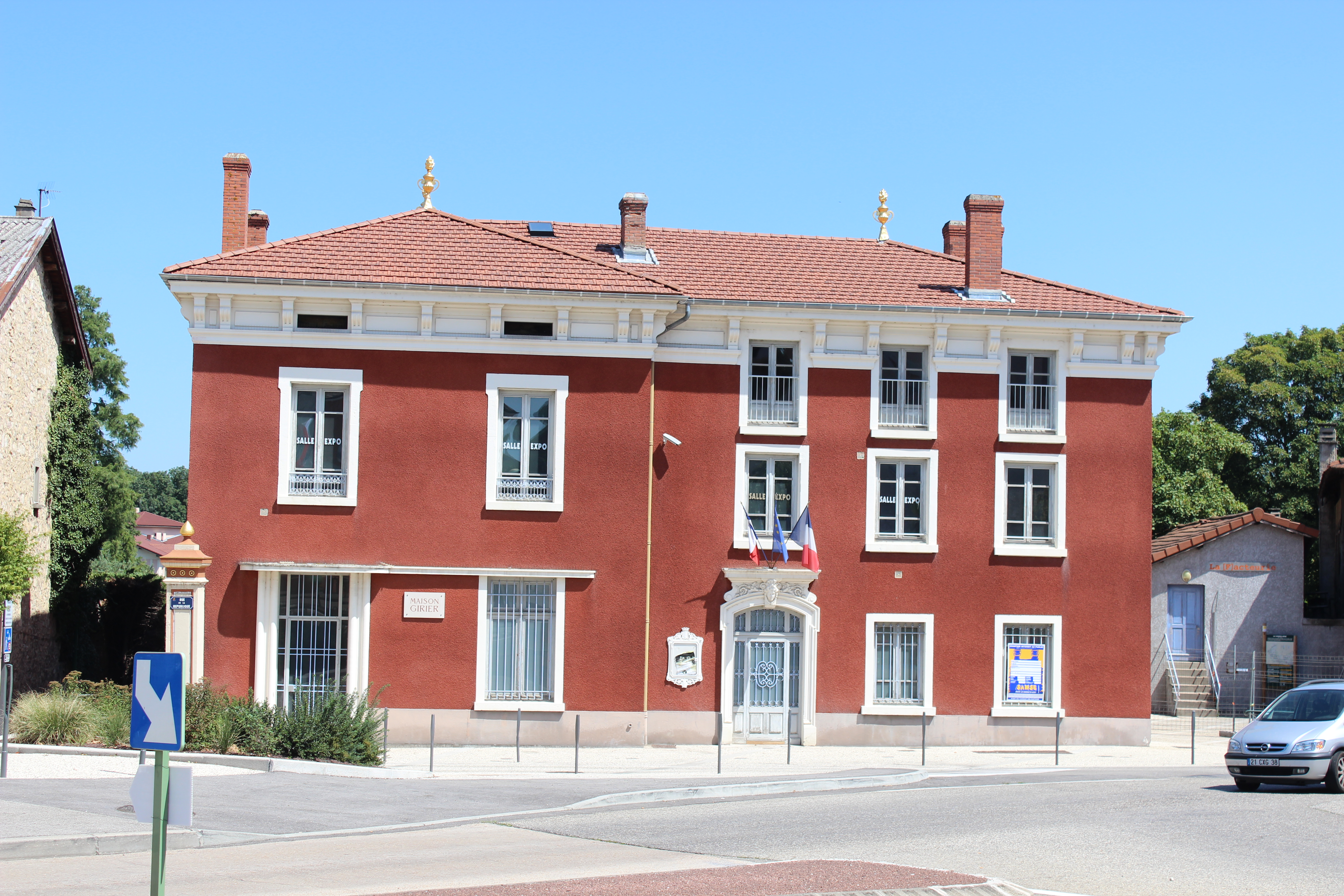
La maison Girier
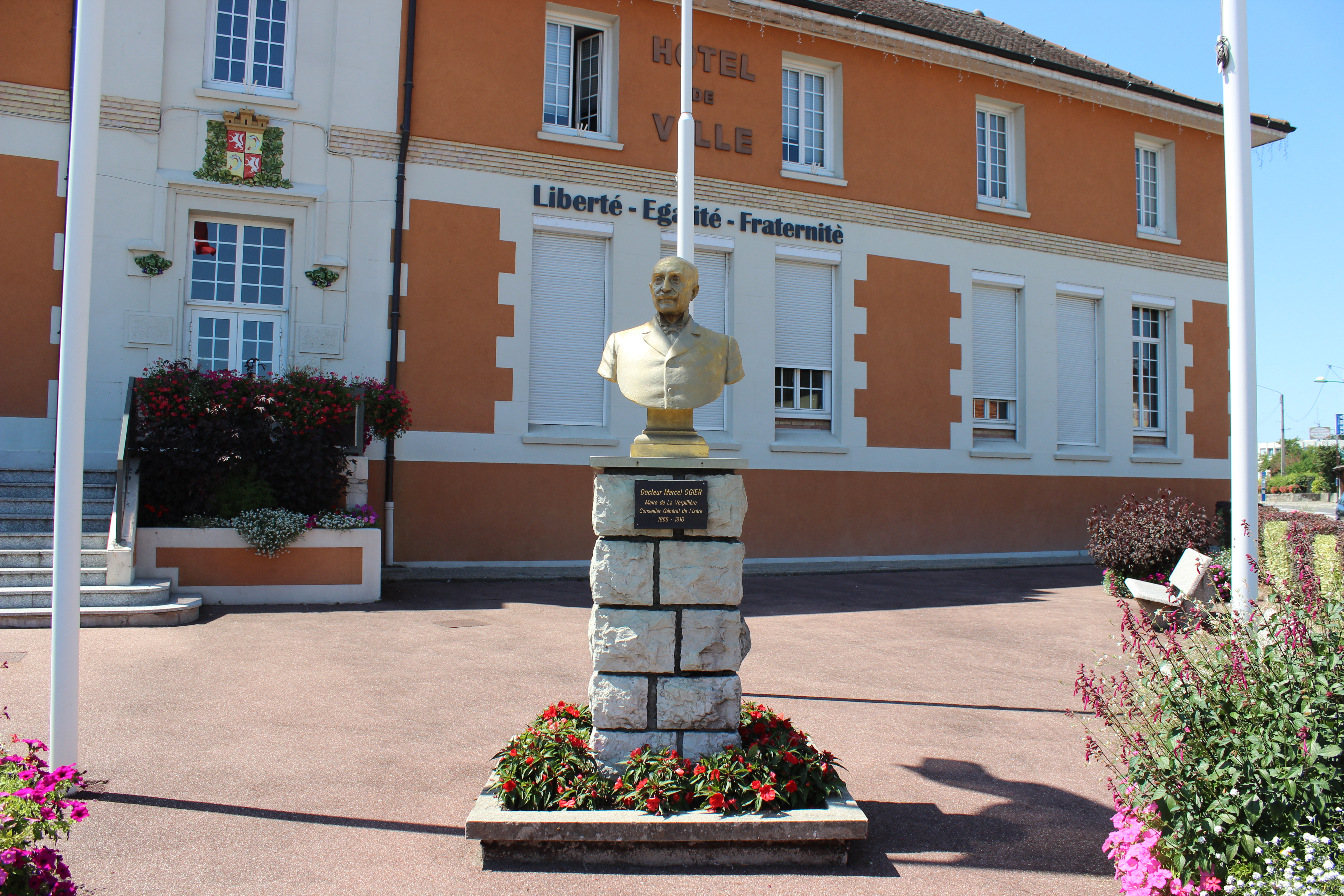
Buste de Marcel Ogier

### Espaces verts et fleurissement
En mars 2017, la commune obtient le niveau « une fleur » au concours des villes et villages fleuris, ce label récompense le fleurissement de la commune au titre de l'année 2016.

### Patrimoine naturel
Le territoire de La Verpillière abrite partiellement sur son territoire trois espaces naturels inventoriés en raison de leurs caractères remarquables.
- La ZNIEFF des zones humides reliques de la vallée de la Bourbre (partagée avec les communes de Saint-Quentin-Fallavier, de Frontonas, de Satolas-et-Bonce, de Villefontaine et de Chamagnieu).
- La ZNIEFF de l'ensemble fonctionnel des vallées de la Bourbre et du Catelan (partagée avec vingt autres commune de la région).
- La ZNIEFF de l'ancienne gravière d'Ecorcheboeuf (partagée avec la commune de Villefontaine).

### Patrimoine et tradition orales

#### Langue régionale

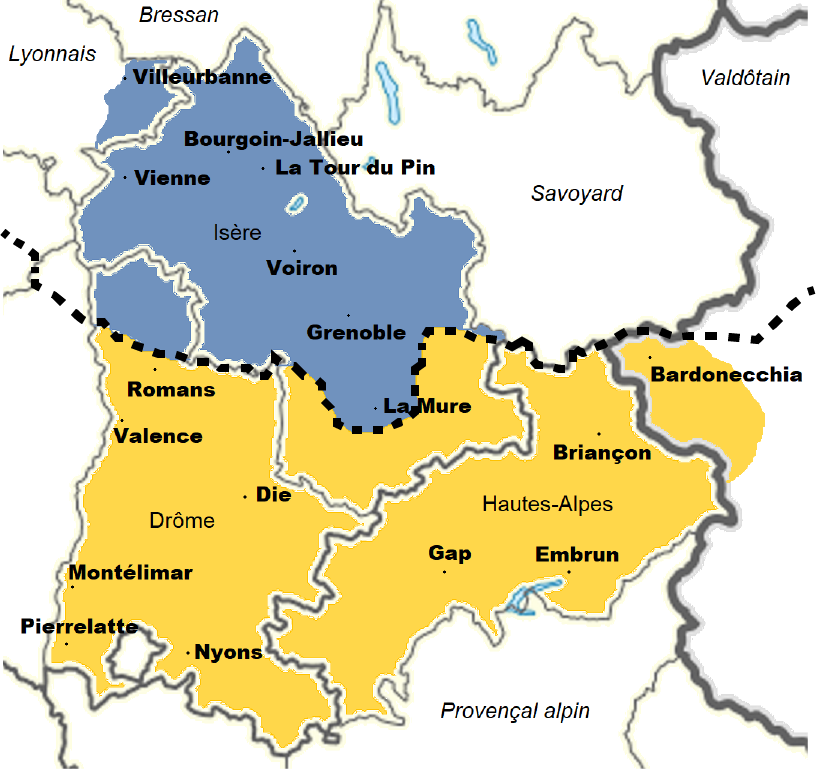
Carte linguistique du Dauphiné : Le dauphinois est un dialecte arpitan parlé dans le nord du Dauphiné

Sur le plan linguistique, le territoire de La Verpillère, ainsi que l'ensemble du Nord-Isère, se situe au nord-ouest de l'agglomération grenobloise et au sud-ouest de l'agglomération lyonnaise. Son secteur se situe donc dans la partie septentrionale du domaine linguistique des patois dauphinois, laquelle appartient au domaine de la langues dite francoprovençal ou arpitan au même titre que les parlers savoyards, vaudois, Valdôtains, bressans et foréziens.
L'idée du terme, « francoprovençal », attribué à cette langue régionale parlée dans la partie centre-est de la France, différente du français, dit langue d'oil et de l'occitan, dit langue d'oc est l'œuvre du linguiste et patriote italien Graziadio Isaia Ascoli en 1873 qui en a identifié les caractéristiques, notamment dans le Grésivaudan, les pays alpins et la vallée de l'Isère, depuis sa source jusqu'à sa confluence avec le Rhône. .

### Personnalités liées à la commune

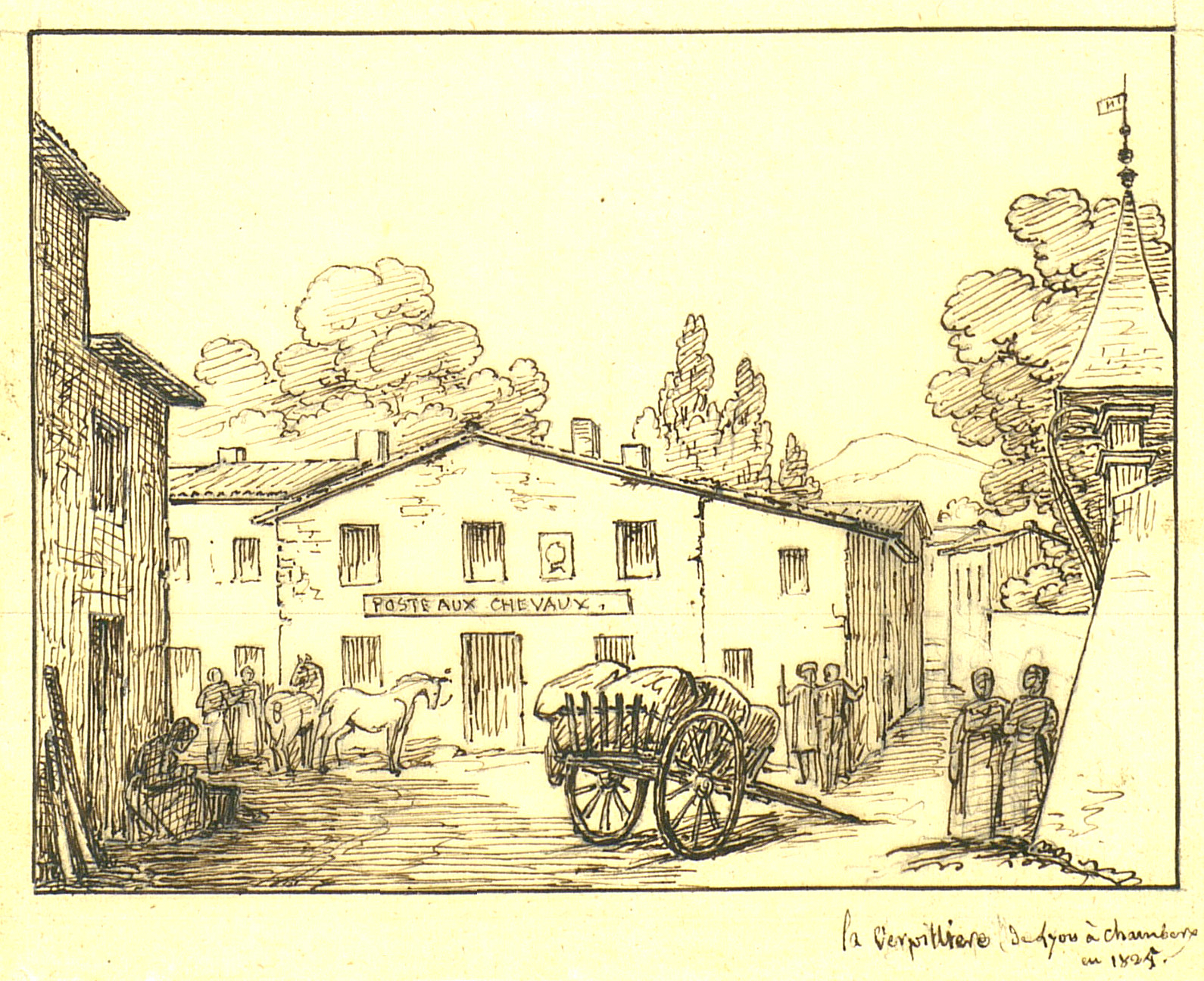
La Verpillière en 1824

- Henri Giraud,  militaire et homme politique français, général de brigade.

Après son évasion de la citadelle de Koenigstein le 17 avril 1942. Giraud s'est caché trois mois dans la maison de M. et Mme Coron, habitants de la commune.
- Léon Goubet

Plus connu sous le nom Ben-Ghou-Bey, ce fakir français célèbre né à La Verpillière en 1931, devenu par la suite champion du monde de fakirisme. Il est mort au Paraguay.
- Pierre Lacour fils

Ce peintre et graveur français fit halte le 23 septembre 1824 en sortant de Lyon, et dessina un croquis du village et de sa Poste aux chevaux.

### Héraldique
| Armes de La Verpillière | La commune de La Verpillière porte : Écartelé : aux 1er et 4e de gueules au renard ravissant d'argent ; aux 2e et 3e d'or au dauphin d'azur, crété, barbé, loré et peautré de gueules. |